# Nouveau Qéna
Nouveau Qéna،(arabe : قنا الجديدة) est une ville nouvelle de Haute-Égypte dans le gouvernorat de Qena, créée en 2000, elle doit comprendre à terme 6068 logements pour un coût total de 3 milliards de livres égyptiennes. La zone de construction s'étend sur 24200 acres. 